# 9. armija (Njemačko Carstvo)
9. armija (njem. 9. Armee / Armeeoberkommando 9 / A.O.K. 9) je bila vojna formacija njemačke vojske u Prvom svjetskom ratu. Tijekom Prvog svjetskog rata djelovala je na Istočnom, Rumunjskom i Zapadnom bojištu.

## Istočno bojište
Deveta armija formirana je 19. rujna 1914. sa sjedištem stožera u Breslauu. Njezinim prvim zapovjednikom postao je dotadašnji zapovjednik 8. armije general pukovnik Paul von Hindenburg kojemu je načelnik stožera bio general bojnik Erich Ludendorff. U sastav 9. armije ušli su Gardijski pričuvni korpus (do tada u sastavu 2. armije), XI. korpus (do tada u sastavu 3. armije), XVII. i XX. korpus (do tada u sastavu 8. armije), korpus Frommel, te Landverski korpus.
Nakon osnivanja 9. armija je sudjelovala u Bitci na Visli (29. rujna - 31. listopada 1914.), u kojoj je neuspješno pokušala zauzeti Varšavu, ali je poražena od strane ruskim snaga kojima je zapovijedao Nikolaj Ruszki. Hindenburg je 9. armijom zapovijedao do 1. studenog 1914. kada postao zapovjednikom Istoka. Novim zapovjednikom 9. armije postao je general konjice August von Mackensen, dotadašnji zapovjednik XVII. korpusa, dok je novi načelnik stožera armije postao general bojnik Paul Grünert.

Deveta armija nakon toga sudjeluje u Bitci kod Lodza (11. studenog - 6. prosinca 1914.) u kojoj ne uspijeva okružiti ruske snage, ali ipak nakon njihova povlačenja 6. prosinca 1914. ulazi u Lodz. Za navedeni uspjeh zapovjednik 9. armije August von Mackensen je unaprijeđen u general-pukovnika, te je odlikovan ordenom Pour le Mérite. U Lodzu je od 2. siječnja 1915. smješten i stožer 9. armije. Deveta armija 31. siječnja 1915. napada rusku 2. armiju generala Smirnova kod Bolimowa, ali je u navedenoj bitci nije ostvarila uspjeh. U bitci kod Bolimowa po prvi puta su na njemačkoj strani korišteni bojni otrovi koji su se međutim, na hladnoći i snijegu pokazali neučinkovitima.
Na mjestu zapovjednika 9. armije Augusta von Mackensena koji je postao zapovjednikom novoformirane 11. armije, 16. travnja 1915. zamjenjuje princ Leopold Bavarski. Deveta armija sudjeluje u završnom dijelu ofenzive Gorlice-Tarnow (1. svibnja – 18. rujna 1915) gdje sudjeluje u operacijama oko zauzimanja Varšave. Nakon uspješne ofenzive Gorlice-Tarnow 9. armija se nalazi u sastavu Grupe armija princa Leopolda, te ima sjedište stožera u Slonimu (današnja Bjelorusija) sve do 29. kolovoza 1916. kada je rasformirana.

## Rumunjsko bojište
Nova 9. armija formirana je 6. rujna 1916. radi operacija u Rumunjskoj koja je 27. kolovoza 1916. ušla u rat na strani Antante. Zapovjednikom 9. armije imenovan je bivši pruski ministar rata i načelnik glavnoga stožera Erich von Falkenhayn kojemu je načelnik stožera bio pukovnik Hans Hesse. Deveta armija sudjeluje u borbama u Transilvaniji, te zajedno s Dunavskom armijom sudjeluje u zauzimanju Bukurešta i gotovo cijele Rumunjske. U siječnju 1917. stožer 9. armije premješten je u rumunjski grad Ramnicu Sarat. Od 5. lipnja 1917. zapovjednik 9. armije je general pješaštva Johannes von Eben kojemu je načelnik stožera pukovnik Walter Bronsart von Schellendorf.

## Zapadno bojište
Deveta armija je u lipnju 1918. premještena na Zapadno bojište. Sjedište stožera 9. armije je u Crepyju, a novim zapovjednikom postaje general pješaštva Fritz von Below kojemu je načelnik stožera Friedrich von Esebeck. Na Zapadnom bojištu 9. armija sudjeluje u Drugoj bitci na Marni (15. lipnja - 6. kolovoza 1918.) posljednjoj od Ludendorffovih proljetnih ofenziva. Oboljelog Fritza von Belowa na čelu 9.armije 6. kolovoza 1918. zamjenjuje general pješaštva Adolph von Carlowitz kojemu je načelnik stožera potpukovnik Wilhelm Faupel. Adolph von Carlowitz međutim, 9. armijom zapovijeda svega nešto više od mjesec dana budući je ista 18. rujna 1918. rasformirana.

## Zapovjednici
Paul von Hindenburg (17. rujna 1914. – 1. studenog 1914.)
August von Mackensen (1. studenog 1914. – 16. travnja 1915.)
Leopold Bavarski (16. travnja 1915. – 29. kolovoza 1916.)

Erich von Falkenhayn (6. rujna 1916. – 1. svibnja 1917.)
Robert Kosch (privremeni zapovjednik) (1. svibnja 1917. – 5. lipnja 1917.)
Johannes von Eben (5. lipnja 1917. – 18. lipnja 1918.)
Fritz von Below (18. lipnja 1918. – 6. kolovoza 1918.)
Adolph von Carlowitz (6. kolovoza 1918. – 18. rujna 1918.)

## Načelnici stožera
Erich Ludendorff (17. rujna 1914. – 1. studenog 1914.)

Paul Grünert (1. studenog 1914. – 24. studenog 1915.)

Gustav von der Wenge (24. studenog 1915. – 29. kolovoza 1916.)

Hans Hesse (6. rujna 1916. – 9. travnja 1917.)

Walter Bronsart von Schellendorf (20. lipnja 1917. – 18. lipnja 1918.)

Friedrich von Esebeck (18. lipnja 1918. – 4. kolovoza 1918.)

Otto Hasse (4. kolovoza 1918. – 23. kolovoza 1918.)

Wilhelm Faupel (23. kolovoza 1918. – 18. rujna 1918.)

## Bitke
Bitka na Visli (29. rujna - 31. listopada 1914.)

Bitka kod Lodza (11. studenog - 6. prosinca 1914.)

Bitka kod Bolimowa (31. siječnja 1915.)

Bitka za Transilvaniju (15. kolovoza – 26. studenog 1916.)

Druga bitka na Marni (15. lipnja - 6. kolovoza 1918.)

## Vojni raspored 9. armije u Bitci kod Lodza
Zapovjednik: general konjice August von Mackensen

Načelnik stožera: general bojnik Paul Grünert

- XI. korpus (genpj. Otto von Plüskow)
  - 22. pješačka divizija (gen. Dieffenbach)
  - 38. pješačka divizija (gen. Wagner)

- XVII. korpus (genpj. Günther von Pannewitz)
  - 35. pješačka divizija (gen. Henning)
  - 36. pješačka divizija (gen. Heineccius)

- XX. korpus (genpj. Friedrich von Scholtz)
  - 37. pješačka divizija (gen. Staabs)
  - 41. pješačka divizija (gen. Sontag)

- II. korpus (genpj. Alexander von Linsingen)
  - 3. pješačka divizija (gen. Trossel)
  - 4. pješačka divizija (gen. Freyer)

- I. pričuvni korpus (genpor. Kurt von Morgen)
  - 1. pričuvna divizija (gen. Förster)
  - 36. pričuvna divizija (gen. Kruge)

- XXV. pričuvni korpus (genpj. Reinhard von Scheffer-Boyadel)
  - 49. pričuvna divizija (gen. Thiesenhausen)
  - 50. pričuvna divizija (gen. Petzel)

- I. konjički korpus (genpor. Manfred von Richthofen)
  - 1. konjička divizija (gen. Brecht)
  - 6. konjička divizija (gen. Egon von Schmettow)
  - 9. konjička divizija (gen. Eberhard von Schmettow)

- III. konjički korpus (genkonj. Rudolf von Frommel)
  - 7. konjička divizija (gen. Heydebreck)
  - 8. konjička divizija (gen. Kapp-herr)
Erich von Falkenhayn, zapovjednik 9. armije u Rumunjskoj kampanji

## Vojni raspored 9. armije u veljači 1915.
Zapovjednik: general pukovnik August von Mackensen

Načelnik stožera: general bojnik Paul Grünert

- III. pričuvni korpus (genpj. Hans von Beseler)
  - 5. pričuvna divizija (gen. Diringshofen)
  - 6. pričuvna divizija (gen. Schickfuss)
  - 3. konjička divizija (Austro-Ugarska) (gen. A. Brudermann)

- XIII. korpus (genpj. Max von Fabeck)
  - 26. pješačka divizija (vojv. Urach)
  - 25. pričuvna divizija (gen. Jarotzky)

- XVII. korpus (genpj. Günther von Pannewitz)
  - 35. pješačka divizija (gen. Hahn)
  - 36. pješačka divizija (gen. Heineccius)

- I. pričuvni korpus (genpor. Kurt von Morgen)
  - 4. pješačka divizija (gen. Freyer)
  - 49. pričuvna divizija (gen. Hahndorff)
  - 1. pričuvna divizija (gen. Förster)
  - 36. pričuvna divizija (gen. Kruge)

- XI. korpus (genpj. Otto von Plüskow)
  - 22. pješačka divizija (gen. Dieffenbach)
  - 38. pješačka divizija (gen. von der Esch)

- XXV. pričuvni korpus (genpj. Reinhard von Scheffer-Boyadel)
  - 50. pričuvna divizija (gen. H. von der Goltz)
  - 8. konjička divizija (gen. Kapp-herr)

- Grupa Frommel (genpor. Rudolf von Frommel)
  - 3. pješačka divizija (gen. Hollen)
  - divizija Menges (gen. Menges)

- I. konjički korpus (genpor. Manfred von Richthofen)
  - 6. konjička divizija (gen. Eg. Schmettow)
  - 9. konjička divizija (gen. Eb. Schmettow)

## Vojni raspored 9. armije na Rumunjskom bojištu
Zapovjednik: general pješaštva Erich von Falkenhayn

Načelnik stožera: pukovnik Hans Hesse

- LIV. korpus (genpor. Viktor Kühne)
  - 11. bavarska divizija (gen. Kneussl)
  - 101. pješačka divizija (gen. Busse)

- I. pričuvni korpus (genpor. Kurt von Morgen)
  - 12. bavarska divizija (gen. Huller)
  - 76. pričuvna divizija (gen. Elstermann)

- XXXIX. pričuvni korpus (genpor. Hermann von Staabs)
  - 51. honvedska divizija (gen. Tanarky)

- Konjički korpus Schmettow (genpor. Eberhard von Schmettow)
  - 6. konjička divizija (gen. Sägner)
  - 7. konjička divizija (gen. Mutius)
  - 41. konjička divizija (gen. Knobelsdorf)

- Grupa Krafft (genpor. Konrad Krafft von Dellmensingen)
  - Alpski korpus (gen. Tutschek)
  - 216. pješačka divizija (gen. Vett)
  - 73. pješačka divizija (Austro-Ugarska) (podmrš. Goiginger)

- Grupa Szivo (puk. Szivo)
Adolph von Carlowitz, posljednji zapovjednik 9. armije

## Vojni raspored 9. armije u ožujku 1917.
Zapovjednik: general pješaštva Erich von Falkenhayn

Načelnik stožera: potpukovnik Hans Hesse

Dunavska armija (general pješaštva Robert Kosch)

- LII. korpus (genpj. Robert Kosch)
  - 1. divizija (Bugarska) (gen. Nedjalkov)
  - 6. divizija (Bugarska) (gen. Popov)

- VI. korpus (Osmansko Carstvo) (Mustafa Hilmi paša)
  - 15. divizija (Mustafa bej)
  - 25. divizija (Sukru Ali bey)
  - 26. divizija (Fahrettin bej)

- I. pričuvni korpus (genpor. Kurt von Morgen)
  - 216. pješačka divizija (gen. Vett)
  - 12. bavarska divizija (gen. Huller)
  - 76. pričuvna divizija (gen. Elstermann von Elster)
  - 89. pješačka divizija (gen. Melms)

- Grupa Sontag (gen. Leo Sontag)
  - 73. pješačka divizija (Austro-Ugarska) (gen. Goiginger)
  - Alpski korpus (gen. Sontag)

- Grupa Schaer (gen. Georg Schaer)
  - 109. pješačka divizija (gen. Schaer)
  - 7. konjička divizija (gen. Mutius)

- Armijska pričuva
  - 217. pješačka divizija (gen. Liebeskind)

## Vojni raspored 9. armije u srpnju 1917.
Zapovjednik: general pješaštva Johannes von Eben
Dunavska armija (general pješaštva Robert Kosch)

- LII. korpus (genpj. Robert Kosch)
  - 212. pješačka divizija (gen. Francke)
  - 115. pješačka divizija (gen. A. Kleist)
  - 76. pričuvna divizija (gen. Elstermann von Elster)
  - 6. divizija (Bugarska) (gen. Popov)

- VI. korpus (Osmansko Carstvo) (Mustafa Hilmi paša)
  - 15. divizija (Mustafa bej)
  - 25. divizija (Sukru Ali bey)

- I. pričuvni korpus (genpor. Kurt von Morgen)
  - 216. pješačka divizija (gen. Vett)
  - 12. bavarska divizija (gen. Nagel zu Aichberg)
  - 89. pješačka divizija (gen. Melms)

- Grupa Behr (gen. Karl Behr)
  - 109. pješačka divizija (gen. Behr)
  - 92. pješačka divizija (Austro-Ugarska) (gen. Krasel)

- Grupa Gallwitz (gen. Kurt von Gallwitz)
  - 217. pješačka divizija (gen. K. Gallwitz)
  - 62. pješačka divizija (Austro-Ugarska) (gen. Brunswik)

## Vanjske poveznice
(eng.) 9. armija na stranici Prussian Machine.com

(njem.) 9. armija na stranici Deutschland14-18.de  Arhivirana inačica izvorne stranice od 5. listopada 2013. (Wayback Machine)

(njem.) 9. armija na stranici Wiki-de.genealogy.net